# كونتي كولين
كونتي كولين (بالإنجليزية: Counteé Cullen) (30 مايو 1903 - 9 يناير 1946) شاعر أمريكي وروائي وكاتب للأطفال وكاتب مسرحي، اشتُهرَ بشكل خاص خلال نهضة هارلم.

## النشأة

### طفولته
وُلد كونتي ليروي بورتر في 30 مايو من عام 1903، والدته إليزابيث توماس لوكاس. واجه المؤرخون صعوبة في تحديد مكان مسقط رأسه بسبب عدم وجود سجلات توثق طفولته المبكرة. يُعتقد أن وُلد بأحد الأماكن التالية: بالتيمور أو ماريلاند أو مدينة نيويورك أو لويزفيل، كنتاكي. ورغم ادعاء كولين أنه وُلد في مدينة نيويورك، فإنه غالبًا ما يشير إلى لويفيل، كنتاكي كمكان ميلاده في الطلبات القانونية. أُحضِر كولين إلى هارلم (نيويورك) في سن التاسعة من قبل أماندا بورتر، التي يعتقد أنها جدته من جهة والده، واعتنت به حتى وفاتها في عام 1917.
تبنَّى القس فريدريك أ. كولين، راعي الكنيسة الأسقفية الميثودية، وزوجته كارولين بيل ميتشل، كونتي بورتر عندما كان يبلغ من العمر 15 عامًا. كان فريدريك كولين شخصية مركزية في حياة كونتي، وكان بمثابة والده. سيصبح القس لاحقًا رئيسًا لفرع هارلم للجمعية الوطنية للنهوض بالملونين.

### مدرسة ديويت كلينتون الثانوية
التحق كولين بمدرسة ديويت كلينتون الثانوية في ذا برونكس. تفوق أكاديميًا في المدرسة وبدأ بكتابة الشعر. فاز بمسابقة شعرية على مستوى المدينة. في ديويت، انتُخب في جمعية الشرف، وكان محررًا للصحيفة الأسبوعية، وانتُخب نائبًا لرئيس صف التخرج. في يناير من عام 1922، تخرج بمرتبة الشرف في اللاتينية واليونانية والرياضيات والفرنسية.

### جامعة نيويورك وجامعة هارفارد
دخل كولين جامعة نيويورك بعد تخرجه من المدرسة الثانوية. وفي عام 1923، فازت قصيدته «أغنية الفتاة السمراء» بالجائزة الثانية في مسابقة ويتر بينر الجامعية للشعر، والتي رعتها جمعية الشعر الأمريكية. نشر في نفس الفترة بعضًا من قصائده الشعرية في العديد من المجلات الدورية الوطنية، مثل: مجلة هاربر، ذا كرايسيس، ذا بوك مان (نيويورك سيتي) وبوتري، وبدأ في اكتساب شهرة كبيرة. حصل في العام التالي على المركز الثاني في المسابقة، وفي عام 1925 فاز بها. تنافس كولين في مسابقة شعرية برعاية مجلة أبرتونيتي وجاءت قصيدته في المرتبة الثانية. بينما فازت قصيدة الشاعر لانغستون هيوز في المرتبة الأولى. تخرج كولين بعد ذلك من جامعة نيويورك وكان واحدًا من بين أحد عشر طالبًا مختارًا من قبل جمعية فاي بيتا كابا (وهي أقدم جمعية شرفية للفنون المتحررة والعلوم في الولايات المتحدة).
دخل كولين جامعة هارفارد في عام 1925، لمتابعة درجة الماجستير في اللغة الإنجليزية، ونشر في نفس الوقت أول مجموعة من قصائده، اللون. تحدّث العمل، المكتوب بأسلوب تقليدي دقيق، عن جمال اللون الأسود واستنكر آثار العنصرية. من أشهر القصائد التي تضمنها الكتاب «التراث» و «الحادثة». أظهرت قصيدته «ومع ذلك أنا أتعجب»، حول الهوية العرقية والظلم، تأثره الأدبي بالشاعرين وليام وردزورث وويليام بليك، لكنها كانت بعيدةً عن عالم القصائد الرومانسية. يؤمن الشاعر كولين بوجود الإله، وأن «الله صالح، حسن النية ورحيم»، لكنه وجد تناقضًا في حالته بسبب وجوده في مجتمع عنصري: فهو أسود وشاعر. كان كتاب اللون علامة بارزة في عصر النهضة في هارلم. تخرج كولين بدرجة الماجستير في عام 1926.

## روابط خارجية
- كونتي كولين على موقع الموسوعة البريطانية (الإنجليزية)
- كونتي كولين على موقع ميوزك برينز (الإنجليزية)
- كونتي كولين على موقع قاعدة بيانات برودواي على الإنترنت (الإنجليزية)
- كونتي كولين على موقع إن إن دي بي (الإنجليزية)
- كونتي كولين على موقع ديسكوغز (الإنجليزية)